# Bonnet à l'Evèque
Bonnet à l'Evèque (en criollo haitiano, Bonè Alevèk) es una sección de comuna que forma parte de la comuna haitiana de Milot.

## Demografía
| Gráfica de evolución demográfica de Bonnet à l'Evèque entre 2009 y 2015 |
|                                                                         |

Los datos demográficos contemplados en este gráfico de la sección de comuna de Bonnet à l'Evèque' son estimaciones que se han cogido para los años 2009, 2012 y 2015 de la página del Instituto Haitiano de Estadística e Informática (IHSI). 